# Géographie d'al-Andalus
La géographie d'al-Andalus induit une postérité dans les toponymes de la géographie de l'État espagnol moderne. Compte tenu de l'extension géographique du pays mauresque, cet article concerne également la géographie du Portugal.
Dans sa configuration actuelle, les toponymes provenant de la langue arabe parsèment ces pays jusque les contreforts pyrénéens.
Les premiers toponymes provenaient de la période de l'Hispanie romaine ; les wisigoths d'Hispanie ont fondé des villes, mais leur royaume a finalement laissé peu d'empreintes dans les toponymes actuellement employés. La version castillane des termes arabes qui ont laissé leur nom à des cours d'eau, des montagnes, des vallées et autres lieux géographiques, en revanche, foisonne.
Cet article donne également l'opportunité de rattacher la galerie des cartes de la péninsule Ibérique aux articles historiques afférents.

## Toponymies
- Généralement, tous les noms en al- tels que Almería proviennent de la langue arabe.

- La postérité de Gharb al-Ândalus (la partie ouest d'al-Andalus, al Gharb al-Ândalus) se retrouve dans le nom de la région de l'Algarve (Al Gahrb), point final de la reconquista portugaise.
- En revanche, Xarq al-Andalus correspond au Levant espagnol, mais n'a laissé aucune toponymie.

## Galeries cartographiques
- Situation antérieure

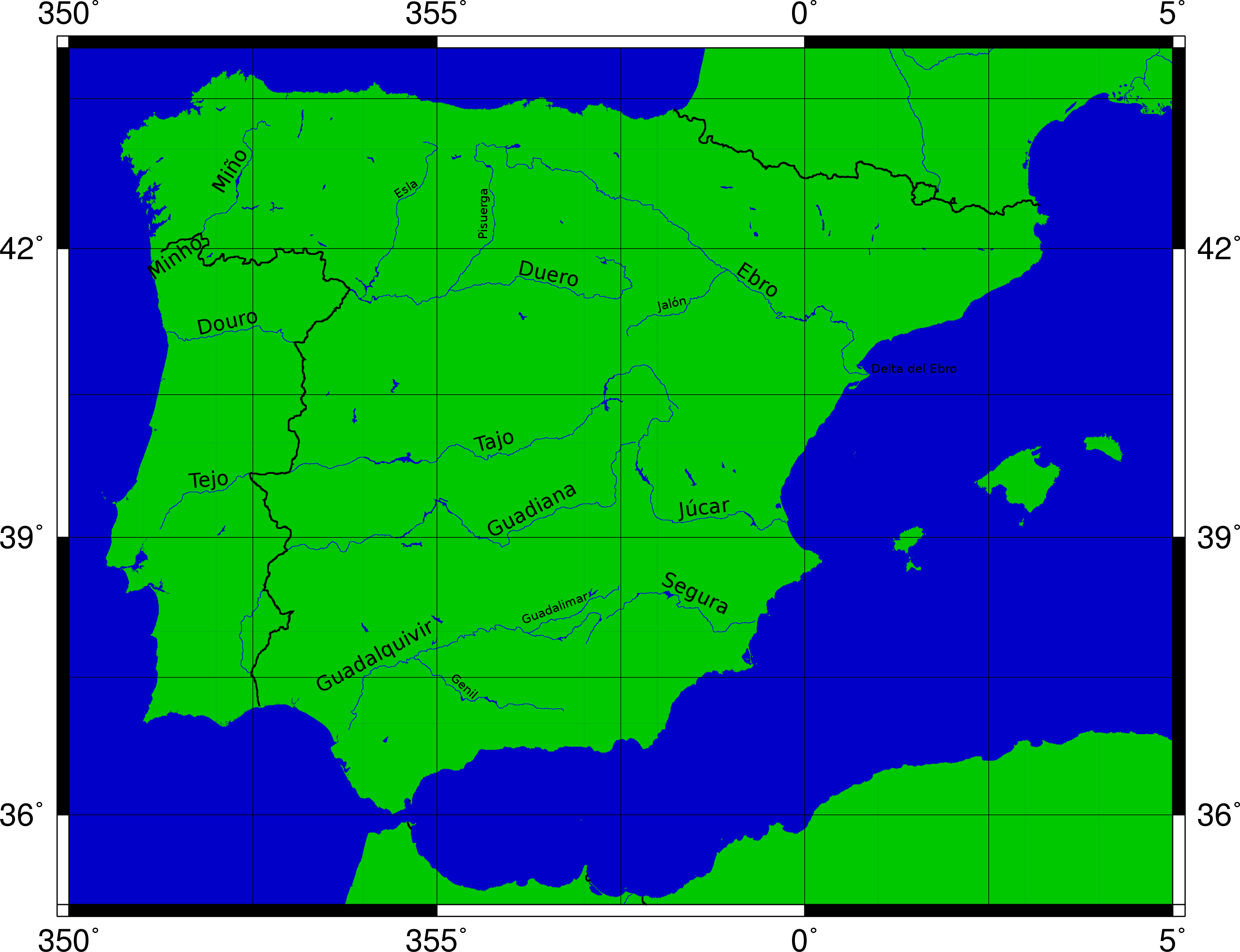
toponymes de la liste des cours d'eau d'Espagne, Cours d'eau du Portugal
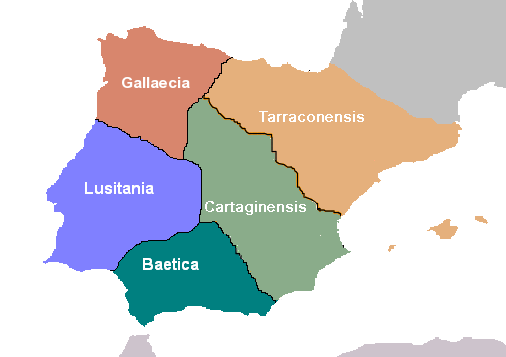
Subdivisions de l'Hispanie romaine
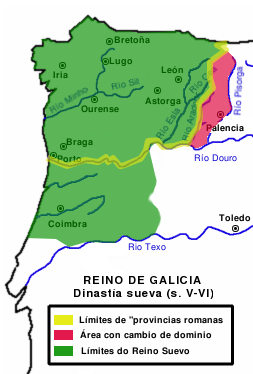
Royaume suève de Braga
500 : Royaume wisigoth (Toulouse, puis Tolède pour l'Hispanie wisigothe)

- Conquista et Reconquista

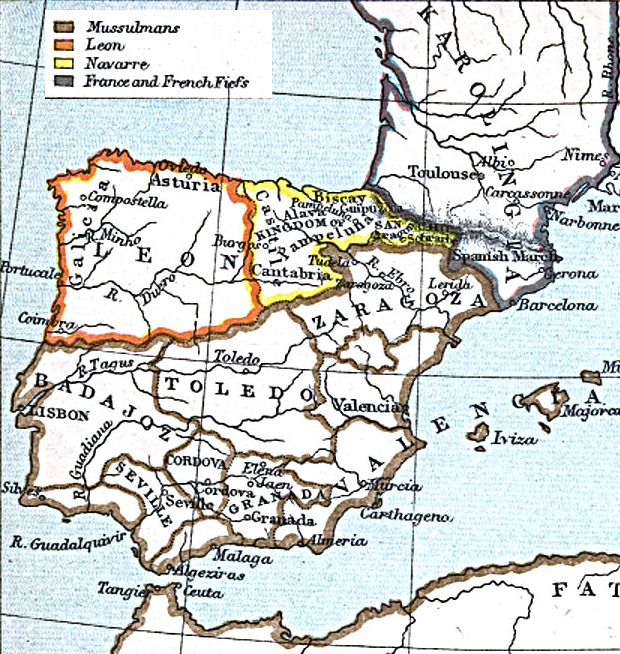
1030 : Royaume de León et première période de taïfas
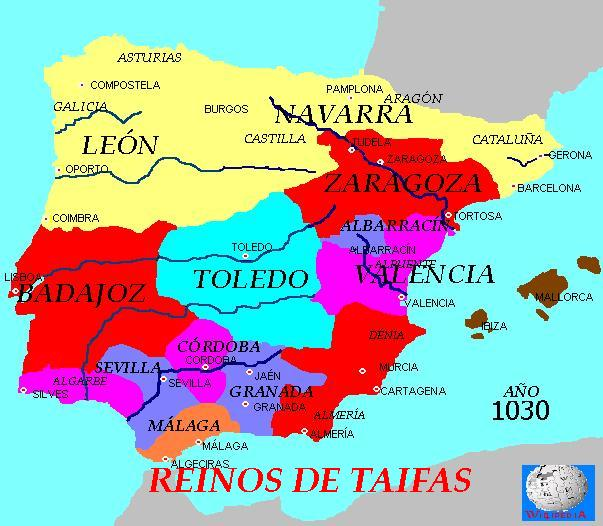
1030 : multitude de taïfas
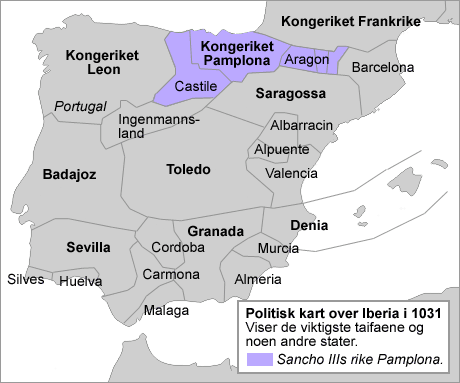
carte politique en 1031 : Sancho III à Pampelune [ ref ] ; voir aussi : formation territoriale de l'Espagne
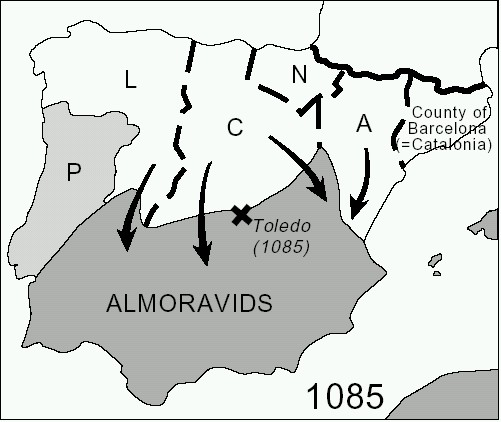
1085, prise de Tolède: les royaumes chrétiens se taillent des Marches sur l'empire almoravide
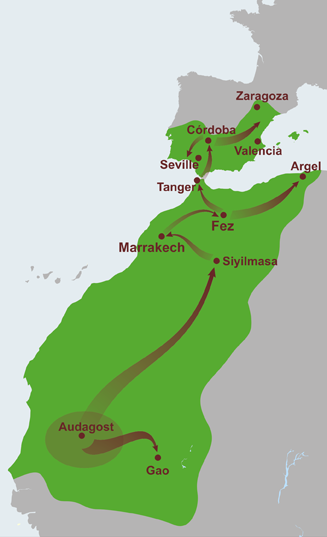
1086-1142 : conquête almoravide (Maghreb et al-Andalus)
1157: les royaumes chrétiens se taillent des Marches sur l'empire almohade
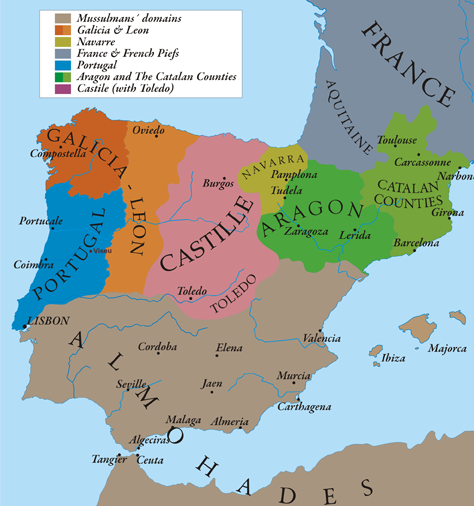
1210 : extension de la Castille et prééminence sur les autres Espagnes
1360: situation des Espagnes médiévales et des catalans sur la Méditerranée occidentale; et Naples au Trecento